# Cratere Emma
Emma  è un cratere sulla superficie di Venere.